# Chlorocebus djamdjamensis
Il cercopiteco dalle montagne Bale (Chlorocebus djamdjamensis Neumann, 1902) è un  primate della famiglia Cercopithecidae.

## Descrizione
Il pelo è nettamente più lungo e folto di quello delle altre specie di Chlorocebus. Il colore del corpo è marrone scuro, le estremità degli arti sono grigio scuro; il muso è nero e circondato da una “barba” bianca; la striscia bianca sulla fronte caratteristica del genere è molto sottile. I maschi, come nelle altre specie congeneri, presentano una caratteristica colorazione bluastra dello scroto che contrasta con il colore rosso vivo del pene.

## Biologia
Le abitudini sono poco note. Si suppone non differiscano molto da quelle delle altre specie di Chlorocebus. Si crede quindi che l'attività sia diurna e si svolga sia al suolo sia sugli alberi e che formi gruppi costituiti da alcuni maschi, un maggior numero di femmine e piccoli.
La dieta è varia e comprende molta frutta, altri vegetali e insetti. 

## Distribuzione e habitat
L'areale di questa è nelle montagne di Bale e nelle zone adiacenti, nella regione di Oromia in Etiopia. 

## Sistematica
Una volta tutti gli appartenenti al genere chlorocebus erano raggruppati in un'unica specie, detta Chlorocebus aethiops. Alcuni autori (e anche la IUCN) includono inoltre quest'unica specie nel genere Cercopithecus e considerano C. djamdjamensis una sua sottospecie.